# Sahmeni
Sahmeni este o arie protejată (arie specială de conservare — SAC, sit de importanță comunitară — SCI) din Estonia întinsă pe o suprafață de 27.460,2 ha, integral pe uscat.

## Localizare
Centrul sitului Sahmeni este situat la coordonatele 58°53′43″N 27°16′12″E / 58.8953°N 27.27°E.

## Înființare
Situl Sahmeni a fost declarat sit de importanță comunitară în aprilie 2004 pentru a proteja 1 specie de animale. Situl a fost protejat și ca arie specială de conservare în mai 2005.

## Biodiversitate
Situată în ecoregiunea boreală, aria protejată conține 1 habitat natural: Ape stătătoare oligotrofe până la mezotrofe, cu vegetație de Littorelletea uniflorae și/sau de Isoëto-Nanojuncetea.
La baza desemnării sitului se află o specie protejată de  pești: avat (Aspius aspius).